# Керюо-Ламери, Эмиль
Эмиль Керюо-Ламери (фр. Émile Quéruau-Lamerie; 1841—1929) — французский учёный.
Занимался историей революции в департаментах; написал: «Les Girondins de la Mayenne» (1873), «La Vie à Laval au XVIII siècle» (1883), «La Rossignolerie pendant la Révolution» (1889). Опубликовал «Papiers du conventionnel Chaudieu sur la guerre de la Vendée» (1889) и др.